# Principe di Wagram
Principe di Wagram è un titolo della vittoria che venne concesso nell'ambito del Primo impero francese a Louis Alexandre Berthier da Napoleone Bonaparte dopo l'omonima vittoria.

## Storia
Il titolo nobiliare francese di Prince de Wagram ebbe inizio con Louis Alexandre Berthier il quale nel 1806 venne creato principe sovrano di Neuchâtel da Napoleone I di Francia. Nel 1809, il Bonaparte gli garantì il titolo sussidiario di Principe di Wagram.
Con la concessione del titolo, Napoleone concesse anche il Castello di Chambord, costruito nel 1519 su ordine di Francesco I di Valois, che divenne residenza della famiglia Berthier. Per un breve periodo il Castello prese il nome di "Principato di Wagram" .
Dopo la caduta del regime napoleonico, il titolo continuò ad essere riconosciuto valido dalla monarchia francese col solo titolo di "principe di Wagram" e la famiglia prese residenza al Castello di Grosbois, una grande residenza a Boissy-Saint-Léger, Val-de-Marne, a sudest di Parigi.
Il titolo legato alla famiglia Berthier si estinse nel 1918 quando il IV principe di Wagram morì in combattimento durante la prima guerra mondiale senza essersi sposato e senza aver avuto eredi.
1. Louis Alexandre Berthier, I principe di Wagram (20 febbraio 1753 - 1º giugno 1815)
2. Napoléon Alexandre Louis Joseph Berthier, II principe di Wagram (10 settembre 1810 - 10 febbraio 1887)
3. Louis Philippe Marie Alexandre Berthier, III principe di Wagram (24 marzo 1836 - 15 luglio 1911)
4. Alexandre Louis Philippe Marie Berthier, IV principe di Wagram (20 luglio 1883 - 30 maggio 1918).